# 강승연
강승연(1997년 12월 23일 ~ )은 대한민국의 가수, 배우이다.

## 개요
걸그룹 연습생 시절인 2018년 《전국 노래자랑》 인천시 미추홀구편에서 최우수상을 받으며 트로트에 입문하게 됐다. 2020년 TV조선  《내일은 미스트롯》에 대학생부로 참가해 미모와 상큼함으로 시선을 사로잡으며 최종 16인 안에 들었으며, 2021년에는 KBS 2TV 《트롯 전국체전》에 참가해 숨겨진 끼를 발산하며 3라운드 까지 진출해 실력을 인정받았다.
아이돌 연습생이었던 만큼 춤 실력도 뛰어나며, 드라마에서 배우로도 활동했다. 트로트, 가요, POP 장르의 노래를 부른다. 자신의 데뷔곡 〈삐용삐용〉의 작사/작곡에도 참여했다. 2020년 《트롯 전국체전》 참가 이후 2021년 2월 아츠로이엔티와 계약하고, 음악방송 및 라디오, 행사 등에서 트로트 가수로 활동하고 있다. 보컬 전공인만큼 소소하게 보컬 레슨도 한다.
일본 도쿄돔에 설만큼 유명한 가수가 되는게 꿈이라고 한다. "허황한 꿈이라고 하실 분들도 있겠지만, 적어도 '꿈'이라고 하는 것은 누가 생각해도 말이 안 될 만큼 어려운 목표여야 한다고 생각한다"고 한다. "'트로트계의 아이유'가 되고싶다"고 말할 만큼 노래, 작사, 작곡, 연기 등을 두루 잘 하고 싶다고 한다.

## 생애
강승연은 1997년 12월 23일 인천광역시 미추홀구 문학동에서 태어났다. IMF 이후로 집안 형편이 급격하게 나빠져 부모는 외할머니에게 그녀를 맡겼고, 초등학교에 입학하기 전까지 외할머니 손에서 자랐다. 성인이 된 후에도 시간이 날 때마다 외할머니 집에 자주 들른다.
아버지의 영향으로 그녀의 꿈은 언제나 가수였는데, 대중 앞에 서는 것을 좋아했고, 반 친구 전체를 이끌고 합창대회에 참가하거나, 학교 축제나 수학여행 무대에도 빠짐 없이 참가했다. 고교 졸업 후 1년 정도 서울의 한 기획사에서 합숙하며 아이돌 연습생 시절을 보냈는데, 밥도 제대로 못 얻어먹고 합숙하며 힘들게 연습생 생활을 견뎠지만, 기획사는 문을 닫았고, 합숙하던 연습생 동기들도 뿔뿔이 흩어졌다. 외할머니는 그녀에게 "우리 손녀 언제쯤 TV에 나오느냐"고 입버릇처럼 묻곤 했다. 그래서 외할머니에게 TV에 나오는 모습을 보여주기 위해 '전국노래자랑'에 출연하여 최우수상을 탔다.

## 데뷔
2021년 2월 22일 아츠로이엔티와 전속 계약하고, 2021년 7월 22일 직접 작사/작곡에 참여한 싱글 《삐용삐용》을 발표하며 트로트 가수로 데뷔하였다.

## 연예 활동
- 2018년 8월 12일 '전국노래자랑'에 20세의 나이로 참가하여 백난아의 〈찔레꽃〉을 불러 최우수상을 수상했다. 〈찔레꽃〉은 강승연의 외할머니가 가장 좋아하는 노래이다. 평소 잘 떨지 않는데, 이번엔 '외할머니에게 TV에 나오는 손녀의 모습을 보여드리지 못하면 어쩌나' 하는 부담이 컸고, 그래서 시상식에서 자신의 이름이 불리는 순간 큰소리로 펑펑 울며 "(외)할머니, 건강하세요!"라는 우승 소감을 남겼다. 외할머니와는 그 만큼 애틋한 사이라고 한다. 우연히 문학동주민센터 앞을 지나다가 '전국노래자랑' 포스터를 보고 주저없이 달려가 외할머니가 좋아하는 <찔레꽃>을 신청서에 써냈다. "할머니가 기뻐하시는 모습을 보니 무척 뿌듯하다. 더 큰 무대에서 더 자주 저의 모습을 보여드리도록 노력하겠다"고 말했다.[5]

- 유튜브 채널 요니요니 강승연 - 2020년 2월 20일부터 개인 유튜브 채널 오픈하여 커버곡을 올리고 있다. 주로 트로트, 발라드 장르의 곡들인데 아직은 콘텐츠가 많지는 않다. 구독자수는 2023년 3월 13일 현재 1,730명이다.

- 2020년 12월 5일 KBS 2TV '트롯 전국체전'에 참여하여 다양한 끼를 보여주면서 노래실력을 인정받았다.

- 2021년 2월 22일 아츠로이엔티와 전속 계약을 체결하였다.소속사 아츠로이엔티는 “강승연이 가지고 있는 밝은 에너지와 상큼한 이미지가 소속사의 방향성과 잘 맞아 최근 전속 계약을 체결했다. 이미 훌륭한 재능을 가지고 있어 미래가 기대되는 만큼 트로트 가수로 데뷔할 수 있도록 전폭적인 지원을 아끼지 않겠다. 그녀가 가진 매력과 장점을 극대화해 만인에게 사랑받는 트로트 가수로 성장할 수 있도록 도울 예정이다.”라고 밝혔다.[6]

## 앨범
- 2020.12.27. 컴필레이션(옴니버스) 앨범 《트롯 전국체전 Part.4》수록곡 <몰래한 사랑>, 탐라걸스(강승연,공서율, 최향) (장르: 트로트)
- 2021.07.22. 싱글 앨범 《삐용삐용》 수록곡 <삐용삐용>(작사:쏘머즈/강승연, 작곡:쏘머즈), <얄미운 인생>(작사/작곡:유지억), (장르:성인가요, 스타일:트로트, 기획사:아츠로이엔티, 유통사:3.14)

## 드라마
- 2020 웹드라마 ‘지구에서의 특별한 기록’ 전빛나 역
- 2020 유튜브채널 ‘책키의선택’ 책키 역

## TV
- 2018 KBS 2TV 《볼 빨간 당신》게스트
- 2018.08.12. KBS 1TV 《전국노래자랑》 인천광역시 미추홀구 편, <찔레꽃>(백난아), 최우수상
- 2019 TV조선 《내일은 미스트롯》 최종 16인
- 2020.12.05. KBS 2TV 《트롯 전국체전》 1회 개막행사
- 2020.12.19. KBS 2TV 《트롯 전국체전》 3회 1라운드 '미스터리 지역선수 선발전', 후보선수, 추가합격, 2라운드 진출, 제주 지역
- 2020.12.26. KBS 2TV 《트롯 전국체전》 4회 2라운드 '지역별 팀 대결', 3라운드 진출 - 1차대결 '탐라걸스' 팀(최향/강승연/공서율) <몰래한 사랑>(김지애), 무승부, 승부르기(최향), 3라운드 진출
- 2021.01.09. KBS 2TV 《트롯 전국체전》 6회 3라운드 '1:1 데스 매치', 제주 지역, <애가타>(장윤정), 충청 윤서령과 대결, 무승부, 탈락, 4라운드 진출 실패
- 2021.07.21. MBC every1《쇼! 챔피언》Ep.402, <삐용삐용>
- 2021.07.30. 아리랑TV 《Simply K-Pop CON-TOUR》Ep.478, <삐용삐용>
- 2021.10.25. SBS F!L, MTV  《더 트롯쇼(THE 트롯SHOW)》 32회,  〈삐용삐용〉
- 2021.11.06. 안동MBC 《위드안동축제 즐거운 트로트세상》 초대가수, 〈오라버니〉,〈삐용삐용〉,〈얄미운 인생〉
- 2021.11.07. 안동MBC 《트로트 트로트는 즐거워》 '강승연, 공훈', 게스트, 〈삐용삐용〉,〈좋은 당신〉강승연X공훈, 〈이제 나만 믿어요〉강승연X공훈,〈얄미운 인생〉
- 2021.11.09. SBS F!L, MTV 《더 쇼》 281회, 〈삐용삐용〉
- 2021.11.20. MBC 《쇼 음악중심》 747회, 〈삐용삐용〉
- 2021.11.27. MBC 《쇼 음악중심》 748회, 〈삐용삐용〉
- 2021.12.03. KBS 2TV 《뮤직뱅크》 1100회, 〈삐용삐용〉
- 2021.12.20. KBS 1TV 《가요무대》 1730회 '길 위의 인생', 〈빗속의 연인들〉
- 2022.01.21. KBS부산 《아침마당 부산》 게스트 〈삐용삐용〉,〈오동도 블루스〉

## 라디오
- 2019.11.06. TBN 경인교통방송 《TBN 차차차》 게스트
- 2021.08.05. BBS 불교방송 《김흥국의 백팔가요》 게스트, <얄미운 인생>,<찔레꽃>,<오동도 블루스>,<오라버니>,<삐용삐용>
- 2021.08.24. MBC충북 표준FM 《하미진 송민수의 '즐거운 오후'》 '세시의 라이브', 게스트, 오프닝<삐용삐용>,<오동도 블루스>,<찔레꽃>,<제비처럼>,엔딩<얄미운 인생>
- 2021.09.09. 원주MBC 표준FM, 엠보Sing 《즐거운 오후2시》 '트로트팡팡!', 게스트(박일준 & 강승연), <삐용삐용>,<신사동 그 사람>,<얄미운 인생>,<꽃길>
- 2021.10.05. TBN 충북교통방송 《TBN 차차차》 게스트
- 2021.10.14. 안동MBC 표준FM 《트로트는 즐거워》 게스트
- 2021.10.16. 강원도, 춘천MBC 특집 공개방송 [정오의 희망곡]《2021 DMZ 평화이음 토요콘서트》 (인제군 양구 문화복지센터), 초대가수 <오라버니>,<삐용삐용>,<얄미운 인생>,<내 나이가 어때서>
- 2021.10.28. TBN 광주교통방송 《TBN 차차차》 게스트
- 2021.11.03. TBN 한국교통방송 《김승현의 낭만이 있는 곳에》 (with 젬마킴, 강승연,유민지), 〈사랑〉(나훈아),〈삐용삐용〉,〈Fly to the Moon〉
- 2021.12.14. TBN 전북교통방송 《TBN 차차차》 게스트,〈삐용삐용〉,〈얄미운 인생〉
- 2021.12.20. TBN 광주교통방송 《달리는 라디오》 게스트,〈삐용삐용〉,〈오동도 블루스〉
- 2021.12.27. 원주MBC 표준FM, 엠보Sing 《트로트 팡팡》 '특집  신년콘서트', 강승연, 한경아, 이한, 노다지, 진시몬, 〈삐용삐용〉,〈얄미운 사랑〉,〈오라버니〉
- 2022.02.07. BBS 불교방송 《김소유의 백팔가요》, 게스트 공훈 & 강승연,〈삐용삐용〉,〈얄미운 인생〉
- 2022.02.10. TBN 부산교통방상 《TBN차차차》  〈목포행 완행열차〉,〈삐용삐용〉,〈낭랑 18세〉,〈사랑〉,엔딩〈얄미운 인생〉
- 2022.05.17. TBN 한국교통방송 《김승현의 낭만이 있는 곳에》 , 강승현 & 공훈, 〈애가 타〉, 〈Stand By Me〉, 엔딩 〈삐용삐용〉
- 2022.08.05. TBS 《최일구의 허리케인 라디오》 '힘든싱어', 〈오동도 불루스〉(장윤정),〈사랑〉(나훈아)
- 2023.03.13. BBS 불교방송 《김소유의 백팔가요》 '특별초대석',〈미운사내〉(유지나),〈찔레꽃〉(백난아),〈자갈치 아지매〉(이혜리),〈러브레터〉(주현미),〈신사동 그 사람〉(주현미),〈삐용삐용〉,글로징〈얄미운 인생〉

## 인터넷 방송
- 2021.02.05. 유튜브 푸하하TV 《정호근의 심야신당》 EP119. 게스트
- 2021.10.26. 헬로! 강원 - LG HelloVision 《LG헬로비전 특집 - 춘천대첩 춘천막국수닭갈비축제》 게스트
- 2022.03.16. 한국콘텐츠진흥원 Korean Content 《광화시대 데이트 w/양상국 & 강승연》 '서울 가볼만한곳, 서울 데이트 추천'

## 공연
- 2019년 《화제의 미스트로트9 전국투어 콘서트》
- 2021.05.13. 태안문화예술회관 《오월! 태안의 유혹 콘서트》 초대가수 <오동도 블루스>,<10분 내로>,<내 나이가 어때서>
- 2021.09.25. 아츠로이엔티  《2021 랜선 패밀리 콘서트》 '온라인 라이브', 진행:강지혜, <삐용삐용>,<얄미운 인생>,<거위의 꿈>(All)

## 행사
- 2021.10.03. JTV 전주방송 《청소년가요제》 초대가수
- 2021.11.14. 문화로 토닥토닥 《2021 찾아가는 공연》 Ep.8 (돈의문박물관마을 마을마당), 초대가수 〈오라버니〉,〈오동도 블루스〉,〈꽃길〉,〈얄미운 인생〉,〈삐용삐용〉
- 2021.11.23. 《찾아가는 충용 희망 콘서트》 '육군 37보병사단 충용부대' (사단 충용관), 〈삐용삐용〉
- 2021.11.30. 《찾아가는 충용 희망 콘서트》 '육군 37보병사단 양수리 예비군훈련장', 〈삐용삐용〉

## 수상
- 2018.08.12. KBS 1TV 《전국노래자랑》 인천광역시 미추홀구 편, 최우수상

## 모델
- 2023년 잡지 '맥심' 12월호 표지모델[7]

## 학력
- 2016년 학익여자고등학교 졸업
- 백석예술대학교 실용음악과(보컬 전공)

## 기타
- 신체 : 키 165cm
- 개인기 : 아쟁 소리 성대모사, 도라에몽 성대모사
- MBTI : INFP
- 좋아하는 색 : 핑크
- 반려견 : 범이(2023년 14살)
- 별명 : 요니, 큐티까칠이